# Schlacht bei Ad Decimum
Koordinaten: 36° 45′ 0″ N, 10° 20′ 0″ O
Iberischer Krieg
Thannuris – Dara – Satala – Callinicum – Martyropolis
Vandalenkrieg
Ad Decimum – Tricamarum
Gotenkrieg
1. Neapel – 1. Rom – Verona – Faventia – Mucellium – 2. Neapel – 2. Rom – 3. Rom – Sena Gallica – Busta Gallorum – Mons Lactarius – Casilinus
Eroberung von Spania
Maurenkriege
Mammes und Bourgaon – Babosis und Zerboule – Cillium – Marta – Felder von Cato
Lasischer Krieg
1. Petra – 2. Petra – 3. Petra – 1. Archäopolis – Cotais – 2. Archäopolis – Telephis–Ollaria – Onoguris (3. Archäopolis) – Phasis – Tzacher
Die Schlacht bei Ad Decimum am 13. September 533 zwischen dem Heer der Vandalen unter ihrem König Gelimer und dem der Oströmer unter dem Heermeister Belisar bedeutete mit dem römischen Sieg einen entscheidenden Schritt hin zur Vernichtung des Vandalenreiches und zur Wiedereingliederung Nordafrikas in das Imperium Romanum.
Die lateinische Bezeichnung „ad Decimum“ verweist auf die Streckenmarkierung, die allgemein die Entfernung von zehn Meilen (beim zehnten Meilenstein) zur nächsten bedeutenden bzw. größeren Stadt, in diesem Fall zum zehn Meilen nördlich gelegenen Karthago, kennzeichnet.

## Ausgangssituation

Vandalenreich im Jahr 526

An diesem Posten stellte sich eine vandalische Armee unter dem Kommando eines Bruders Gelimers, Ammatas, mit mindestens 11.000 Mann (möglicherweise ist diese Zahl aber deutlich zu gering angesetzt, da sie vermutlich nur die berittenen Elitetruppen, nicht aber die Infanterie einrechnet) auf, um die auf Karthago zumarschierenden 17.000 Mann Belisars zu erwarten. Gelimer selbst wollte die Römer mit seinen Truppen von hinten angreifen. Ungefähr 5.000 Mann der besten vandalischen Truppen befanden sich zu diesem Zeitpunkt nicht im Land, sondern waren nach Sardinien entsandt worden, um dort eine Rebellion zu unterdrücken. Dies spielte den kaiserlichen Truppen ebenso in die Hände wie die mangelhafte Koordination der vandalischen Armeen.

## Die Schlacht und ihre Folgen

### Ablauf
Der oströmische Geschichtsschreiber Prokopios war ein Augenzeuge der Schlacht, die er im dritten Buch seiner „Kriegsgeschichte“ schildert: Als sich die Römer näherten, schickte Gelimer 2.000 Mann unter seinem Neffen Gibamund aus, die die gegnerischen Truppen in der Flanke treffen sollten, aber aufgerieben wurden. Der Truppenteil bei ad Decimum unter Ammatas agierte ebenfalls wenig glücklich, wobei Ammatas ums Leben kam. Gelimers Hauptstreitmacht dagegen konnte Belisars Truppen zunächst zurückdrängen, ein Sieg schien möglich. Als aber Gelimer vom Tod seines Bruders erfuhr, verlor er offenbar den Mut und unterließ es, einen letzten entscheidenden Vorstoß zu befehlen. Dadurch war den bedrängten Oströmern Gelegenheit zur Reorganisation und zum Gegenangriff gegeben, die sie konsequent ausnutzten und die Vandalen in die Flucht trieben. Belisar zog am nächsten Tag siegreich in Karthago, der Hauptstadt des Vandalenreiches, ein. Wenige Monate später schlug er Gelimer ein zweites Mal in der Schlacht bei Tricamarum, womit der Krieg im Wesentlichen beendet war. Dieser unerwartet große Erfolg, der mit sehr begrenzten Mitteln erreicht worden war, ließ Kaiser Justinian I. wohl erst an die Möglichkeit einer Rückgewinnung auch anderer ehemals weströmischer Gebiete denken (so zumindest Mischa Meier).

### Entwicklung der Schlacht

Initialer Schlachtplan der Vandalen mit der Einkesselung des byzantinischen Heeres
Erste Phase, die Byzantinische Vorhut besiegt die abgespaltene vandalische Flanke
Zweite Phase, Gelimer schlägt die Foederati in die Flucht
Dritte Phase, der finale Zusammenstoß zwischen Belisarius und Gelimer